# Szentmiklós vára (Horvátország)
Szentmiklós vára (horvátul: Utvrda Mikleuš) egy középkori várhely Horvátországban, a Verőce-Drávamente megyei Szentmiklós (Mikleuš) település határában. 

## Fekvése
Szentmiklós falutól délre, mintegy 1 kilométerre, egy növényzettel sűrűn benőtt helyen található. A vár egykor egy kerek platón helyezkedett el, melyet mély vizesárok övezett.

## Története
Szentmiklós várának építési ideje ismeretlen, a 14. században említik először. A vár 1345 óta ismert az írásos dokumentumokból. Raholca várának uradalmához tartozott. A 14. század elején a Csák nembeli Ugrin birtoka, később a Garaiaké. Ezt követően több birtokosa is volt. A vár melletti település a 15. században már mezőváros. 1490. november 1-jén itt állították ki a Habsburg Miksához való csatlakozásukat dokumentáló hűséglevelet a Brankovics, a Beriszló, a Hlapsityi Kishorvát ﬁvérek, valamint Garai Bánﬁ Lőrinc. A királyi sereg általi ostromára 1495 telén kerülhetett sor, bár erről közvetlen információval nem rendelkezünk. Mindenesetre a Geréb testvérek birtokában volt egészen Péter haláláig. 1503 őszén Corvin János az időközben hozzákerült kastélyt visszaadta Kishorvát-nak és Bánﬁnak, melyre 1506-ban királyi adománylevelet is kaptak
1542-ben Raholcával egy időben foglalta el a török. 1684-ig török uralom alatt állt. Ekkor települtek be a mai lakosság ősei, akik nem ismervén annak építőit a várat Turski gradnak, azaz Törökvárnak nevezték el és a helyiek ma is így hívják. A várat a török háborúkban, talán a visszafoglalásakor rombolták le és már nem építették újjá. Romjai még 1862-ben is jól látszottak. 

## A vár mai állapota
Mára az egész várhelyet benőtte a sűrű növényzet, a falak maradványai nem láthatók.